# 극기 훈련
극기훈련은 일정한 목표나 기준에 도달할 수 있도록 기본자세나 동작 따위를 되풀이하여 익혀서 자기의 감정이나 욕심, 충동 따위를 이성적 의지로 눌러 이기는 것으로 정신적인 것과 육체적인 것이 있다. 극기훈련은 보통은 일반명사이지만 대한민국에서는 군 또는 전문지식과 자격을 갖춰 운영하는 기업의 직원교육 프로그램에 참여하는 행위로 알려져 있다. 극기훈련에는 PT체조, 유격훈련, 레펠훈련, 갯벌훈련, 담력훈련, 산악훈련, 무인도 해상훈련, 수상훈련, 철인3종, 야간산행, 산악종주 행군 등이 있다. 미국의 경우에는 Boot camp라 하여 대한민국에서의 의미와 같으나, 다이어트를 목적으로 한 트레이닝의 의미도 가지고 있다. 극기훈련은 군대 식 해병대 캠프가 대표적이다. 대한민국은 지난 2002년부터 해병대 훈련소 출신의 전역자들이 민간 해병대 캠프를 개설해 기업체 임직원들과 초중고 학생들 대상으로 인성교육과 리더십, 자신감 교육을 운영하고 있다. 한양대학교 유영만 교수는 "'Insight가 바뀌려면 Outsight가 바뀌어야 한다. 지금 여기를 떠나 다른 세상에 도전해보는 체험적 자극, 지금의 인간관계를 벗어나는 다른 관계 속에서 받는 인간적 자극, 전공 밖의 독서를 통해 받는 남다른 지적 자극이 바뀌어야 내가 체인지(Change)된다"고 전했다.지난 2013년 2월 현재 100만명의 직장인들과 학생들이 수료했다. 해병대 캠프 회원사들은 지난 2003년 9월 22일 발기인 모임을 서울 서초구 방배동에서 개최했다. 해병대 캠프 연합회 초대회장은 청룡훈련단 박경훈 단장, 사무총장은 교육그룹 더필드 이희선 훈련본부장이 맡고있다.

## 극기훈련의 유래
종교에서는 인간의 곤란함과 어려움을 견뎌나가면서, 자연과 사회, 역사 등 그 속에서 자기 자신의 존재의미를 터득해 나가기 위해 극기의 과정을 강조하고 있다. 고대 그리스의 스파르타식 교육, 우리나라 신라의 화랑도 교육, 근래에와서는 초중고 학생들을 대상으로 해병대 캠프가 활성화 됐다. 아울러 서구 영국의 퍼블릭스쿨이나 이튼학교 등이 매우 성향이 비슷하다고 볼 수 있어 극기교육의 유래라고 할 수 있다.

## 문제점과 비판
극기훈련은 개인의 자유를 구속하고 개인을 감시, 통제, 억압하는 교육이라는 문제점이 있다. 이는 군국주의, 파시즘적이며, 개인을 부품 취급하고 개인은 집단이나 국가를 위해 당연히 희생해야 한다는 전체주의적인 것이다. 현실에서 내 몸과 마음을 스스로 통제하고 제어할 수 있도록 에너지를 불러일으키는 교육이라고 하나, 실제 교육은 이를 실현시키기 위해 이루어지고 있지 않다. 단지 악습과 시대착오적인 부조리를 학습, 대물림시키는 데 일조하고 있을 뿐이다. 현실을 살아가는 수많은 사람들에게 필요하지 않은 엉뚱한 것들을 강제적으로 시킨다는 점에서 이는 분명 잘못된 것이라고 할 수 있다. "할 수 있다는 의지와 강인한 정신력, 그리고 동료 간의 협동심을 통해서 자존감 확립에 큰 도움이 되는 활동"이라고 할 수 없는 것이 "극기훈련"임을 자처하는 수많은 프로그램들의 현실이다.

## 참고 문헌
1. 극기훈련의 유래[5]
2. 극기교육은 처음에 종교에서 유래되었다.[6]